# أدولفوس بوش
أدولفوس بوش (بالإنجليزية: Adolphus Busch) هو رائد أعمال أمريكي، ولد في 10 يوليو 1839 في Mainz-Kastel ‏ في ألمانيا، وتوفي في 10 أكتوبر 1913 في باد شفالباخ في ألمانيا بسبب استسقاء.

## وصلات خارجية
- أدولفوس بوش على موقع الموسوعة البريطانية (الإنجليزية)
- أدولفوس بوش على موقع إن إن دي بي (الإنجليزية)